# Hyalonema robustum
Hyalonema robustum är en svampdjursart som beskrevs av Schulze 1886. Hyalonema robustum ingår i släktet Hyalonema och familjen Hyalonematidae. Inga underarter finns listade i Catalogue of Life.